# Riley Keough
Danielle Riley Keough  (Santa Mônica, 29 de maio de 1989) é uma atriz, modelo, produtora e diretora americana, conhecida principalmente por ser a protagonista da série Daisy Jones & The Six, além de suas aparições em filmes independentes. É filha dos músicos Lisa Marie Presley e Danny Keough, neta do cantor Elvis Presley, da empresária Priscilla Beaulieu e enteada do cantor Michael Jackson. 
Keough fez sua estreia no cinema aos 20 anos, aparecendo como coadjuvante na cinebiografia musical The Runaways (2010), interpretando Marie Currie. Posteriormente, ela estrelou o filme de suspense independente The Good Doctor (2011), seguido pelo filme de terror Jack & Diane (2012), antes de ser escalada para um papel menor na comédia de Steven Soderbergh, Magic Mike (2012). Keough apareceu em vários filmes independentes adicionais em 2012, incluindo Yellow e Kiss of the Damned, antes de aparecer no filme de ação de grande orçamento Mad Max: Fury Road (2015), o quarto filme da série Mad Max.

## Biografia
Danielle Riley Keough nasceu em 29 de maio de 1989 no Centro de Saúde de Providence Saint John em Santa Monica, Califórnia. É a filha mais velha da cantora e compositora Lisa Marie Presley e do músico Danny Keough, e a neta mais velha do cantor e ator Elvis Presley e da atriz e empresária Priscilla Presley. O pai de Keough conheceu sua mãe enquanto tocava como baixista na banda dela. Ela tinha um irmão biológico, Benjamin Storm Keough, que morreu por suicídio em julho de 2020. Também tem duas meias-irmãs, as gêmeas Harper e Finley. Segundo Keough, sua ascendência paterna é irlandesa, judia sefardita portuguesa e judia asquenazi, enquanto sua ascendência materna por meio de seu avô, Elvis Presley, inclui Creek, Cherokee, Escocês-Irlandeses e Norman; A avó materna de Keough, Priscilla, é parcialmente descendente de noruegueses.
Em fevereiro de 2015, Keough se casou com o dublê australiano Ben Smith-Petersen em Napa, Califórnia, tendo anunciado o noivado no ano anterior. O casal se conheceu durante as filmagens de Mad Max: Estrada da Fúria.
Sua mãe faleceu de uma parada cardíaca em 12 de janeiro de 2023 aos 54 anos. Com a morte de sua mãe passou a ser proprietária de Graceland.
Durante a homenagem memorial, lida em nome de Riley, seu marido Ben revelou que o casal teve uma filha em 2022, por barriga de aluguel. Foi revelado posteriormente que o nome de sua filha é Tupelo Storm Smith-Petersen, em homenagem à cidade natal de seu avô e ao seu irmão.

## Filmografia
| Ano  | Título                    | Papel               | Notas                     |
| ---- | ------------------------- | ------------------- | ------------------------- |
| 2010 | The Runaways              | Marie Currie        |                           |
| 2011 | The Good Doctor           | Diane Nixon         |                           |
| 2011 | Jack & Diane              | Jack                |                           |
| 2012 | Magic Mike                | Nora                |                           |
| 2012 | Yellow                    | Jovem Amanda        |                           |
| 2012 | Kiss of the Damned        | Anne                |                           |
| 2015 | Mad Max: Fury Road        | Capable             |                           |
| 2015 | Dixieland                 | Rachel              |                           |
| 2016 | Lovesong                  | Sarah               |                           |
| 2016 | American Honey            | Krystal             |                           |
| 2017 | The Discovery             | Lacey               |                           |
| 2017 | We Don't Belong Here      | Elisa Green         |                           |
| 2017 | It Comes at Night         | Kim                 |                           |
| 2017 | Logan Lucky               | Mellie Logan        |                           |
| 2018 | Welcome the Stranger      | Misty               | Também produtora          |
| 2018 | The House That Jack Built | Jacqueline "Simple" |                           |
| 2018 | Under the Silver Lake     | Sarah               |                           |
| 2018 | Hold the Dark             | Medora Sloane       |                           |
| 2018 | Riverdale                 | Laurie Lake         | Episodio “Homem de Preto” |
| 2019 | The Lodge                 | Grace Marshall      |                           |
| 2019 | Earthquake Bird           | Lily Bridges        |                           |
| 2020 | Zola                      | Stefani             |                           |
| 2020 | The Devil All the Time    | Sandy Henderson     |                           |
| 2021 | The Guilty                | Emily Lighton       | Voz                       |
| 2022 | The Terminal List         | Lauren Reece        |                           |
| 2023 | Daisy Jones & The Six     | Daisy Jones         |                           |

## Livros
- From Here To The Great Unknown (com Lisa Marie Presley) (2024)[14]

## Prêmios e Indicações
| Premiação  | Ano  | Categoria                               | Projeto               | Resultado | Ref.   |
| ---------- | ---- | --------------------------------------- | --------------------- | --------- | ------ |
| Emmy Award | 2023 | Melhor atriz em minissérie ou telefilme | Daisy Jones & The Six | Pendente  | [ 15 ] |